# Eerste Weense School

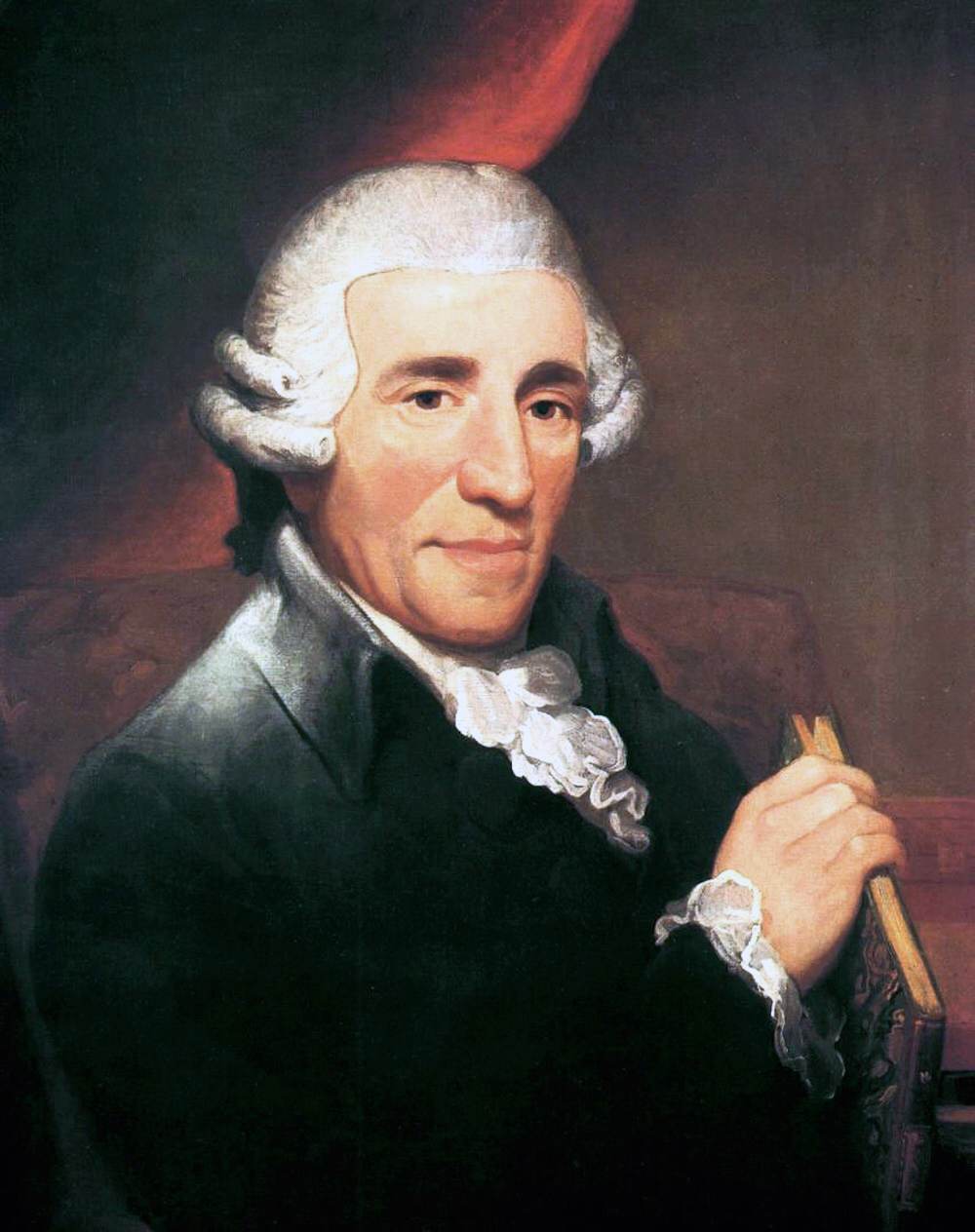
Joseph Haydn

Onder de Eerste Weense School, ook wel de Weense Klassieken genoemd, wordt in de muziekgeschiedenis gewoonlijk de componisten Wolfgang Amadeus Mozart, Joseph Haydn en Ludwig van Beethoven verstaan. Soms wordt ook Franz Schubert tot de Eerste Weense School gerekend. 
Overigens werkten deze componisten niet samen en bestonden er geen onderlinge leerling-pupilverhoudingen. Beethoven heeft wel een tijdlang lessen gevolgd bij Haydn, maar de twee konden niet met elkaar opschieten. Haydn was wel een goede vriend van Mozart. Van een ontmoeting tussen Mozart en Beethoven bestaat geen duidelijk bewijs.
De term 'Weense School' werd op muziekgebied voor het eerst gebruikt in 1834 door de musicoloog Raphael Georg Kiesewetter. 'Eerste' is een latere toevoeging om deze klassieke componisten te onderscheiden van die van de Tweede Weense School, die bestond uit de componist Arnold Schönberg en zijn studenten, met name Alban Berg en Anton Webern.